# Leporinus maculatus
Leporinus maculatus és una espècie de peix de la família dels anostòmids i de l'ordre dels caraciformes.

## Morfologia
- Els mascles poden assolir 18 cm de llargària total i les femelles 20.[4][5]

## Alimentació
Menja invertebrats.

## Hàbitat
Viu en zones de clima tropical entre 22 °C - 26 °C de temperatura.

## Distribució geogràfica
Es troba a Sud-amèrica: conca del riu São Francisco i rius costaners de les Guaianes.